# Streblospio shrubsoli
Streblospio shrubsoli är en ringmaskart som först beskrevs av Buchanan 1890.  Streblospio shrubsoli ingår i släktet Streblospio och familjen Spionidae. Inga underarter finns listade i Catalogue of Life.